# Saint-Rémy-au-Bois

Saint-Rémy-au-Bois este o comună în departamentul Pas-de-Calais, Franța. În 1 ianuarie 2022 avea o populație de 106 de locuitori.